# Psychosocial
«Psychosocial» es una de las canciones más populares de la banda Slipknot, publicada en el álbum All Hope Is Gone, y también lanzada como sencillo el 1 de julio del 2008. El 18 de julio se estrenó su vídeo musical en el programa FNMTV de MTV . La canción entró en radio el 26 de junio de 2008 y fue originalmente planeado para la versión digital de un solo como el 1 de julio pero se retrasó y fue lanzado el 7 de julio. Slipknot tocó «Psychosocial» en vivo por primera vez el 9 de julio de 2008, en el Anfiteatro del Río Blanco en Auburn, Washington. En 2008 la pista se presentó en la banda sonora de Punisher: War Zone. El tema fue nominado a 'Best Metal Performance'para la 51.ª edición de los Premios Grammy, pero perdió ante la canción de Metallica «My Apocalypse», del disco Death Magnetic.

## Letra y contenido
En la letra se pueden ver toda clase de metáforas empleadas con el fin de mostrar una visión apocalíptica, un ejemplo de esto es: "And the rain will kill us all" (en español:"Y la lluvia nos matará a todos") en posible alusión a la lluvia ácida.

## Video musical
El video musical de «Psychosocial» fue dirigido por Paul R. Brown. Se filmó en los estudios de sonido agrícola en Jamaica, Iowa el 30 de junio de 2008. El rodaje se retrasó debido a una lesión en la cabeza de Sid Wilson por lo cual fue hospitalizado. El 18 de julio de 2008 se estrenó el video en MTV FNMTV . El vídeo, que fue dirigido por Paul Brown, usó cámaras de alta gama que pueden disparar 1000 imágenes por segundo y se contrastan con las tradicionales de 35 mm . El Percusionista Shawn Crahan explica, "tenemos la más extremas en ambos extremos, sin nada en medio. Eso es lo que el video es, y nadie hace eso. No hay una forma de arte detrás de ella."
Durante una entrevista con Kerrang!, El guitarrista James Root reveló que el video cuenta con la quema del Purgatorio máscaras adornadas por los miembros de la banda en el reclamo salpicadura fotos que aparece en la página web de Slipknot, al parecer porque las máscaras representan el ego de la Banda.
Existen dos versiones del vídeo. Uno utiliza la versión del álbum de la canción, mientras que el otro utiliza una versión mucho más corta de la canción, en la versión extendida de la canción se puede escuchar la frase "The limits of the dead" ("Los límites de la muerte") a la mitad del solo de guitarra y al final de la canción; la versión corta elimina esta frase. El video fue nominado para Mejor Video Rock en los VMA's 2008.

## Posiciones
| Listas (2008)                                 | Posiciones |
| --------------------------------------------- | ---------- |
| U.S. Billboard Hot Mainstream Rock Tracks     | 7          |
| U.S. Billboard Hot Modern Rock Tracks         | 20         |
| U.S. Billboard Bubbling Under Hot 100 Singles | 2          |
| U.S. Billboard Hot Digital Songs              | 66         |
| Canadian Hot 100                              | 75         |
| Austria Singles Top 75                        | 65         |
| France Singles Top 100                        | 100        |
| Germany Singles Top 100                       | 31         |
| Swedish Singles Chart                         | 28         |
| UK Singles Chart                              | 67         |
| New Zealand RIANZ Top 40 Music Chart          | 35         |

## Lista de canciones
Sencillo promocional:
1. Psychosocial - 3:57
2. Psychosocial (versión de álbum) - 4:42

Sencillo digital:
1. Psychosocial (edición de radio) - 3:58